# Liste der Baudenkmäler in Dinslaken
Die Liste der Baudenkmäler in Dinslaken enthält die denkmalgeschützten Bauwerke auf dem Gebiet der Stadt Dinslaken im Kreis Wesel in Nordrhein-Westfalen (Stand: 1. Juli 2022). Diese Baudenkmäler sind in der Denkmalliste der Stadt Dinslaken eingetragen; Grundlage für die Aufnahme ist das Denkmalschutzgesetz Nordrhein-Westfalen (DSchG NRW).

## Baudenkmäler
| Bild                                 | Bezeichnung                                      | Lage                                                                          | Beschreibung | Bauzeit                                       | Eingetragen seit  | Denkmal- nummer |
| ------------------------------------ | ------------------------------------------------ | ----------------------------------------------------------------------------- | --- | --------------------------------------------- | ----------------- | --------------- |
| weitere Bilder                       | Kreuzigungsgruppe                                | Dinslaken Kirchplatz 1 Karte                                                  | Die Kreuzigungsgruppe, welche auch die Drei Kreuze genannt wird, stand ursprünglich als Teil eines Kreuzigungsweges in Wesel und wurden von den Weseler Bürgern Hermann Sael und Tillmann Haes aus Anlass einer Pilgerfahrt gespendet. Die ca. 5 Meter hohen Kreuze stammen aus dem Jahr 1501 und sind aus Baumberger Sandstein gefertigt |                                               | 20. Oktober 1982  | 1               |
| Evangelisches Pfarramt               | Evangelisches Pfarramt                           | Dinslaken Duisburger Straße 66 Karte                                          | |                                               | 4. August 1983    | 2               |
| BW                                   | Wohn- und Geschäftshaus                          | Hiesfeld Holtener Straße 6 Karte                                              | |                                               | 29. November 1983 | 3               |
| Wohnhaus                             | Wohnhaus                                         | Dinslaken Rittergasse 4                                                       | |                                               | 29. November 1983 | 4               |
| BW                                   | Wohn- und Geschäftshaus                          | Hiesfeld Sterkrader Straße 279–281 Karte                                      | |                                               | 29. November 1983 | 5               |
| weitere Bilder                       | Evangelische Stadtkirche                         | Dinslaken Duisburger Straße 9 Karte                                           | einschiffige Saalkirche, Backsteinbau | 1722                                          | 1. Februar 1984   | 6               |
| weitere Bilder                       | Katholische Pfarrkirche St. Vincentius           | Dinslaken Kirchplatz 1 Karte                                                  | |                                               | 1. Februar 1984   | 7               |
| Johannahaus                          | Johannahaus                                      | Dinslaken Duisburger Straße 34 Karte                                          | |                                               | 1. Februar 1984   | 8               |
| Stadtmauer, Mauer am Voswinckelshof  | Stadtmauer, Mauer am Voswinckelshof              | Dinslaken Duisburger Straße 101                                               | |                                               | 4. April 1984     | 9               |
| Pförtnerhaus und Rittertor           | Pförtnerhaus und Rittertor                       | Dinslaken Althoffstraße/Ecke Ritterstraße 1 Karte                             | Pförtnerhaus: Backsteingebäude, ehemaliges Torwärterhaus (Wohnhaus) | 18. Jahrhundert (Pförtnerhaus), ? (Rittertor) | 4. April 1984     | 10              |
| weitere Bilder                       | Haus der Heimat (Museum Voswinckelshof)          | Dinslaken Elmar-Sierp-Platz 6 Karte                                           | ehemaliger Landadelssitz, seit 1955 als regional- und stadthistorisches Museum „Haus der Heimat“ genutzt, 1999 Namensänderung zu „Museum Voswinckelshof“ | um 1700                                       | 4. April 1984     | 11              |
| Bollwerkskath(e)                     | Bollwerkskath(e)                                 | Dinslaken Brückstraße                                                         | Fachwerkgebäude |                                               | 4. April 1984     | 12              |
| Wöllepump(e)                         | Wöllepump(e)                                     | Dinslaken Duisburger Straße/Ecke Brückstraße                                  | historische Pumpe, die der Haushalts- und Löschwasserbeschaffung diente, benannt nach den im Umfeld ehemals ansässigen Wollwebern |                                               | 4. April 1984     | 13              |
| weitere Bilder                       | Windmühle Hiesfeld                               | Hiesfeld Sterkrader Straße 212 Karte                                          | Turmwindmühle, ehemalige Getreide- und Lohmühle, Mühlenbetrieb 1922 eingestellt, seit 1976 vom Mühlenverein Dinslaken-Hiesfeld betreut und als Museum genutzt | 1822                                          | 4. April 1984     | 14              |
| weitere Bilder                       | Wassermühle                                      | Hiesfeld Kirchstraße 116, Am Freibad 3 Karte                                  | zwei Gebäude beiderseits des Rotbachs mit Wasserrad, ein Fachwerk- und ein Backsteinbau, seit 1991 Sitz des Mühlenmuseums Hiesfeld |                                               | 4. April 1984     | 15              |
| weitere Bilder                       | Burg, Rathaus                                    | Dinslaken Platz d’Agen 1 Karte                                                | |                                               | 4. April 1984     | 16              |
| Wohn- und Geschäftshaus              | Wohn- und Geschäftshaus                          | Dinslaken Duisburger Straße 45 Karte                                          | |                                               | 21. August 1984   | 17              |
| Wohn- und Geschäftshaus              | Wohn- und Geschäftshaus                          | Dinslaken Duisburger Straße 47 Karte                                          | |                                               | 21. August 1984   | 18              |
| Wohn- und Geschäftshaus              | Wohn- und Geschäftshaus                          | Dinslaken Duisburger Straße 49 Karte                                          | |                                               | 21. August 1984   | 18              |
| Wohn- und Geschäftshaus              | Wohn- und Geschäftshaus                          | Dinslaken Eppinghovener Straße 16 Karte                                       | Gebäude am Altmarkt |                                               | 21. August 1984   | 19              |
| Wohn- und Geschäftshaus              | Wohn- und Geschäftshaus                          | Dinslaken Eppinghovener Straße 18 Karte                                       | Gebäude am Altmarkt |                                               | 21. August 1984   | 20              |
| Wohn- und Geschäftshaus              | Wohn- und Geschäftshaus                          | Dinslaken Eppinghovener Straße 20, 22 Karte                                   | Gebäude am Altmarkt |                                               | 21. August 1984   | 21              |
| Wohn- und Geschäftshaus              | Wohn- und Geschäftshaus                          | Dinslaken Gartenstraße 1 Karte                                                | |                                               | 21. August 1984   | 22              |
| BW                                   | Wohnhaus                                         | Dinslaken (Lohberg) Stollenstraße 14 Karte                                    | gelegen im Denkmalbereich „Werksiedlung Alt-Lohberg“ |                                               | 8. Mai 1985       | 23              |
| BW                                   | Wohnhaus                                         | Dinslaken (Lohberg) Steigerstraße 8 Karte                                     | gelegen im Denkmalbereich „Werksiedlung Alt-Lohberg“ |                                               | 8. Mai 1985       | 24              |
| BW                                   | Wohnhaus                                         | Dinslaken (Lohberg) Steigerstraße 6 Karte                                     | gelegen im Denkmalbereich „Werksiedlung Alt-Lohberg“ |                                               | 8. Mai 1985       | 25              |
| BW                                   | Wohnhaus                                         | Dinslaken (Lohberg) Steigerstraße 4 Karte                                     | gelegen im Denkmalbereich „Werksiedlung Alt-Lohberg“ |                                               | 8. Mai 1985       | 26              |
| BW                                   | Wohn- und Geschäftshaus                          | Hiesfeld Sterkrader Straße 259 Karte                                          | |                                               | 8. Juli 1985      | 27              |
| BW                                   | Wohnhaus                                         | Dinslaken Duisburger Straße 33 Karte                                          | |                                               | 8. Juli 1985      | 28              |
| weitere Bilder                       | Evangelische Dorfkirche Hiesfeld                 | Hiesfeld Sterkrader Straße 267 Karte                                          | spätgotischer Sakralbau, einschiffige Hallenkirche |                                               | 18. Dezember 1985 | 29              |
| Gasometer Stadtwerke                 | Gasometer Stadtwerke                             | Dinslaken Gerhard-Malina-Straße Karte                                         | |                                               | 28. Juni 1990     | 30              |
| BW                                   | Wohnhaus                                         | Hiesfeld Kanzlerstraße 13 Karte                                               | |                                               | 29. Juni 1990     | 31              |
| weitere Bilder                       | Katholische Pfarrkirche St. Johannes Eppinghoven | Dinslaken (Eppinghoven) Kerkmannstraße Karte                                  | |                                               | 9. Juli 1992      | 33              |
| BW                                   | ehemalige Konsumanstalt                          | Dinslaken (Lohberg) Hünxer Straße 405 Karte                                   | gelegen im Denkmalbereich „Werksiedlung Alt-Lohberg“ |                                               | 14. Juli 1992     | 35              |
| BW                                   | Marienschule                                     | Dinslaken (Lohberg) Lohbergstraße 70 Karte                                    | gelegen im Denkmalbereich „Werksiedlung Alt-Lohberg“ |                                               | 14. Juli 1992     | 36              |
| Postgebäude                          | Postgebäude                                      | Dinslaken Poststraße 15/ Friedrich-Ebert-Straße 42 Karte                      | |                                               | 4. Mai 1999       | 37              |
| Amtsgericht                          | Amtsgericht                                      | Dinslaken Schillerstraße 76 Karte                                             | |                                               | 9. März 2000      | 38              |
| BW                                   | Siedlung Luisenstraße                            | Dinslaken Luisenstraße 23–53 Karte                                            | |                                               | 6. Juli 2000      | 39              |
| BW                                   | Pförtnerhaus und Lohnhalle der Zeche Lohberg     | Hiesfeld Hünxer Straße 368 Karte                                              | Heute Kreativ.Quartier Lohberg |                                               | 20. Juli 1999     | 40              |
| Burgtheater                          | Burgtheater                                      | Dinslaken Althoffstraße Karte                                                 | Freilichtbühnenanlage | 1934                                          | 29. März 2001     | 41              |
| Kriegerdenkmal von 1914–1918         | Kriegerdenkmal von 1914–1918                     | Hiesfeld Dickerstraße 331 Karte                                               | |                                               | 4. April 2001     | 42              |
|                                      | Pastorengrab                                     | Dinslaken Im Nist                                                             | |                                               | 23. April 2001    | 43              |
|                                      | Volkspark                                        | Dinslaken Luisenstraße                                                        | |                                               | 23. April 2001    | 44              |
|                                      | Kastanienallee                                   | Dinslaken Luisenstraße, Wrangelstraße, Düppelstraße                           | |                                               | 23. April 2001    | 45              |
| Stadtpark                            | Stadtpark                                        | Dinslaken Parkstraße Karte                                                    | |                                               | 23. April 2001    | 46              |
| Grabmal ermordeter Gewerkschafter    | Grabmal ermordeter Gewerkschafter                | Dinslaken Willy-Brandt-Straße                                                 | Grabmal auf dem städtischen Friedhof (Parkfriedhof) |                                               | 23. April 2001    | 47              |
| Soldatenfriedhof                     | Soldatenfriedhof                                 | Dinslaken Willy-Brandt-Straße                                                 | Begräbnisfeld auf dem städtischen Friedhof (Parkfriedhof) |                                               | 24. April 2001    | 48              |
| weitere Bilder                       | Ehrenmal März-Gefallene                          | Dinslaken Willy-Brandt-Straße                                                 | Ehrenmal für die Gefallenen des Märzaufstands auf dem städtischen Friedhof (Parkfriedhof) |                                               | 24. April 2001    | 49              |
|                                      | Grabmal Familie Nottebaum                        | Dinslaken Willy-Brandt-Straße                                                 | Grabmal auf dem städtischen Friedhof (Parkfriedhof) |                                               | 27. April 2001    | 50              |
| Jüdischer Friedhof                   | Jüdischer Friedhof                               | Dinslaken Willy-Brandt-Straße Karte                                           | um 1906/07 bis 1957 belegter jüdisches Begräbnisfeld auf dem städtischen Friedhof (Parkfriedhof) mit älteren Grabsteinen des ehemaligen jüdischen Friedhofs auf dem Doelen | 20. Jahrhundert                               | 10. Juli 2001     | 51              |
| Transformatorenstation               | Transformatorenstation                           | Hiesfeld Dickerstraße zwischen 439 und 478 Karte                              | |                                               | 13. November 2001 | 52              |
| weitere Bilder                       | Katholische Pfarrkirche St. Marien               | Dinslaken (Lohberg) Marienplatz Karte                                         | expressionistischer Sakralbau, Architekt Hermann Merl aus Wesel | 1930–1932                                     | 13. November 2001 | 53              |
|                                      | Grabmal Pastorengrab Hermann Sander              | Hiesfeld Mittelfeldstraße                                                     | Grabmal auf dem alten evangelischen Friedhof Hiesfeld | 1886                                          | 24. Oktober 2001  | 54              |
| BW                                   | Arzthaus                                         | Hiesfeld Sterkrader Straße 277 Karte                                          | |                                               | 13. November 2001 | 55              |
|                                      | Grabmal Familie A. Meyer                         | Dinslaken Willy-Brandt-Straße                                                 | Grabmal auf dem städtischen Friedhof (Parkfriedhof) |                                               | 25. Oktober 2001  | 56              |
| ehemalige Strätereischule (Wohnhaus) | ehemalige Strätereischule (Wohnhaus)             | Hiesfeld Dickerstraße 474 Karte                                               | |                                               | 13. November 2001 | 57              |
| weitere Bilder                       | Katholische Kirche Herz Jesu                     | Hiesfeld (Oberlohberg) Kirchstraße 278 Karte                                  | neugotischer Sakralbau, turmlose einschiffige Hallenkirche, Architekt Wilhelm Rincklake | 1895                                          | 13. November 2001 | 58              |
| BW                                   | Wohnhaus                                         | Dinslaken Ritterstraße 5 Karte                                                | |                                               | 16. Oktober 2003  | 61              |
| ehemalige Apotheke (Wohnhaus)        | ehemalige Apotheke (Wohnhaus)                    | Dinslaken Duisburger Straße 51 Karte                                          | |                                               | 13. November 2003 | 62              |
| ehemaliges Ledigenwohnheim           | ehemaliges Ledigenwohnheim                       | Dinslaken (Lohberg) Stollenstraße 1 Steigerstraße 13 Lohbergstraße 20 a Karte | gelegen im Denkmalbereich „Werksiedlung Alt-Lohberg“ | 1914                                          | 1. April 2004     | 63              |
| Gemeindehaus                         | Gemeindehaus                                     | Dinslaken Duisburger Straße 72 Karte                                          | |                                               | 22. Mai 2007      | 64              |
| BW                                   | Ehemaliges Barackenlager „Hiesfelder Bruch“      | Hiesfeld An der Fliehburg Karte                                               | ehemaliges Barackenlager „Hiesfelder Bruch“, errichtet im Zweiten Weltkrieg für Arbeitskräfte mehrerer Werke der August-Thyssen-Hütte (überwiegend ausländische Zwangsarbeiter), Ende der 1940er Jahre umgenutzt und fertiggestellt als „Bergmannsheim“ (Siedlung u. a. für Bergbauschüler und Neubergbauleute); Anlage zur Unterschutzstellung bestehend aus 17 Wohnbaracken, 9 Luftschutzeinrichtungen (Splitterschutzgräben/„Bunker“) sowie Nebengebäuden (Infrastruktureinrichtungen) | 1943–1949                                     | 28. August 2014   | 65              |
| Verkaufspavillon                     | Verkaufspavillon                                 | Dinslaken Bahnhofsplatz 13 Karte                                              | Das dreieckige Büdchen zwischen Straßenbahn und Busbahnhof war ursprünglich eine Wartehalle und wurde 1956 von der Duisburger Verkehrsgesellschaft AG errichtet. | 1956-1957                                     | 7. Februar 2022   | 66              |
| BW                                   | Haus der Caritas                                 | Dinslaken Duisburger Straße 101 Karte                                         | Ehemaliges Schulgebäude; Laut den erhaltenen Planunterlagen wurde das Gebäude 1902 als „Höhere Knaben- und Mädchenschule“ errichtet. Als Bauherr zeichnet interessanterweise nicht die Stadt oder eine andere öffentliche Institution, sondern Louis Maaß, der damalige Besitzer des benachbarten Ritterguts Haus Bärenkamp und eine stadtgeschichtlich bekannte Person: „Ludwig (Louis) Maaß (1860–1931)“.                                                                               | 1902                                          | 7. Februar 2022   | 67              |
| BW                                   | Turnhalle mit Lehrschwimmbecken                  | Dinslaken Bismarckstraße 46 Karte                                             | [ 5 ] | 1959-1960                                     | 7. Februar 2022   | 68              |
| BW                                   | Ehemaliges Rathaus Hiesfeld                      | Hiesfeld Sterkrader Straße 12-14 Karte                                        | [ 6 ] |                                               | 7. Februar 2022   | 69              |

## Gelöschte Baudenkmäler
| Bild | Bezeichnung                      | Lage                                                      | Beschreibung                                                                                     | Bauzeit                             | Eingetragen seit                            | Denkmal- nummer |
| ---- | -------------------------------- | --------------------------------------------------------- | ------------------------------------------------------------------------------------------------ | ----------------------------------- | ------------------------------------------- | --------------- |
| BW   | Hülsemannshof (Schweinestall)    | Dinslaken Hünxer Straße 281 (Zufahrt Augustastraße) Karte |                                                                                                  |                                     | 29. Juni 1990 gelöscht am 15. November 2001 | 32              |
| BW   | Wohn- und Geschäftshaus (Kasino) | Dinslaken (Lohberg) Hünxer Straße 389 Karte               | gelegen im Denkmalbereich „Werksiedlung Alt-Lohberg“, Putzbau                                    |                                     | 16. Juli 1992 gelöscht am 1. April 1998     | 34              |
| BW   | Gaststätte                       | Dinslaken Heerstraße 335 Karte                            |                                                                                                  |                                     | 13. November 2001 gelöscht am 26. Juni 2002 | 59              |
| BW   | Raymannshof                      | Hiesfeld Rabenkamp 95 Karte                               | Hofanlage mit Hallenhaus und Wohntrakt, infolge erheblicher Bauschäden aufgegeben und abgerissen | 1731 (Hallenhaus), 1818 (Wohntrakt) | 27. Juni 2003 gelöscht am 27. Mai 2010      | 60              |

## Denkmalbereiche
| Bild                     | Bezeichnung              | Lage                                      | Beschreibung | Bauzeit   | Eingetragen seit | Denkmal- nummer |
| ------------------------ | ------------------------ | ----------------------------------------- | --- | --------- | ---------------- | --------------- |
| Werksiedlung Alt-Lohberg | Werksiedlung Alt-Lohberg | Dinslaken (Lohberg) diverse Straßen Karte | Siedlung der Zeche Lohberg mit über 700 Wohneinheiten in drei Bereichen: Arbeitersiedlung, Meisterhäuser und Beamtensiedlung; auch „Kolonie Lohberg“ genannt, Gebäude in mehreren Abschnitten errichtet, nach Zerstörungen im Zweiten Weltkrieg zum Teil Neubauten | 1907–1923 | 29. August 1988  | 1               |